# ウリセス・ウーロー
ウリセス・ウーロー・ルベール（Ulises Heureaux Lebert、1845年10月21日 - 1899年7月26日）はドミニカ共和国の政治家、軍人。3度大統領を務めたが、ドミニカ共和国の経済を崩壊させ、反対勢力に暗殺された独裁者である。

## 生涯

### 独立戦争
1845年、セント・トーマス島から渡ってきたハイチ人夫妻の息子としてプエルト・プラタに生まれる。父と母はスペイン語とフランス語を話せた。1861年、相次ぐ戦争に耐えかねてペドロ・サンタナ大統領が再度スペインに併合を申し入れ、ドミニカ人自由派が独立戦争を激化させると、ウーローはこれに加わった。この戦争の間にウーローは政党「Los Bolos（スペイン語でPartido Azul）」で頭角を現していく。1876年にプエルト・プラタを奪取し、グレゴリオ・ルペロン将軍は追放されていたウリセス・エスパイヤを帰国させ、大統領に担いだ。

### 政界入り
1879年にグレゴリオ・ルペロン将軍が大統領に就任したが、ウーローは故郷に残ってタバコ商人をはじめた。1880年9月1日にカトリック司祭のフェルナンド・アルトゥーロ・デ・メリノが大統領に就任すると政治の世界に戻り、内務大臣として入閣した。メリノ大統領は任期を終えるとウーローに権限を委譲し、1882年9月1日にウーローは大統領に就任した。
1884年9月1日に任期を終えると、再選を目指して大統領に出馬した。だが、メリノ政権で戦争・海軍大臣を務めたフランシスコ・グレゴリオ・ビリーニ将軍をグレゴリオ・ルペロン元大統領が支持し（当初、ウーローはルペロンの支持を取り付けて出馬した）、ウーローは敗北した。敗北後もウーローは政権奪取を狙い、ビリーニが「政治犯の恩赦を定めた」と風説を流し、1885年5月16日にビリーニ大統領は失脚することになる。後任には副大統領のアレハンドロ・ウェス・イ・ギルが就任した。
1886年の大統領選挙が行われ、ウーローは再びグレゴリオ・ルペロン将軍の支持を得て出馬した。だが、対抗馬のカシミロ・ネメシオ・デ・モヤ（ウーロー政権で副大統領を務めた）の支持者がウーローの選挙違反に激怒し、シバオで武装蜂起を企てるも、ルペロン将軍等の力によって蜂起は抑え込まれた。こうしてウーローは1887年1月6日に大統領に就任する。
1888年にはグレゴリオ・ルペロン将軍を追放し、翌年には憲法を改正した。さらに権力基盤を拡大するためにライバイ派閥も政権に組み入れた。同時に秘密警察と密告による監視体制をドミニカ全土に敷き、政敵達を監視した。
ドミニカ共和国の経済はタバコの輸出が主な産業であったが、1868年にスペインとキューバとの間で起きた10年戦争により砂糖農園が流入、砂糖はタバコの輸出額を上回るまでになっていた。ウーローは砂糖農園主たちに東南海岸部に広がる平野を提供し、機械化した工場を建てさせた。さらにウーローは近代化政策としてオザマ川に橋を建設し、プエルト・プラタとサンティアゴの間に単線鉄道を敷いた。

### 経済政策の失敗と暗殺
ウーローは砂糖の価格が急落した後も工場の建設を進め、インフラ整備も続けさせた。この政策のための資金は欧州やアメリカの銀行からの借金でまかなわれていた。また、支持者や軍人に多くの賄賂を送っていたため、このための資金にも借金はかさんだ。
遂に1899年7月26日、タバコ農園の農園主や商人らが蜂起し、同国北部の町モカでウーローは暗殺された。
暗殺後、国家債務は3500万ドル（年間予算の15倍）を超えていたことと、ウーローが海外の銀行から多くの秘密融資を受け取っていたことが判明した。政府は破産を宣言し、経済の崩壊を理由にアメリカ軍が介入することになる。